# Horologion
Horologion či časosloví (řecky: Ὡρολόγιον – hórologion) je bohoslužebná kniha byzantského ritu.
Pod pojmem časosloví (časoslov) se rozumí i samotná modlitba bohoslužeb denního okruhu.

## Obsah
Časosloví obsahuje tyto části:
- esperinos
- apodeipnon
- mesonýtikon
- orthros
- první hodinka
- třetí hodinka
- šestá hodinka
- devátá hodinka
- obědnice

Mimo toho kniha obsahuje i další texty např. další ranní a večerní modlitby a někdy i akafisty a paraklis či liturgický kalendář.